# Шемьен, Жольт
Жольт Шемьен (венг. Zsolt Semjén, род. 8 августа 1962, Будапешт) — венгерский политический и государственный деятель, вице-премьер-министр Венгрии (с 2010 года), лидер Христианско-демократической народной партии (с 2003 года).
В первой половине 1980-х годов работал в ряде индустриальных компаний. В 1992 году получил в Католическом университете Петера Пазманя степень бакалавра по социологии. Затем продолжил учёбу в Будапештском университете. Во второй половине 1990-х годов защитил докторскую диссертацию по теологии, работал профессором в университете.
В 1989 году выступил одним из основателей Христианско-демократической народной партии. Был членом исполнительного комитета Парламента Венгрии. В 1994 году стал депутатом парламента. В 1997 году занял пост вице-председателя Христианско-демократической народной партии, но вскоре оставил её ряды и вступил в Венгерский демократический форум. В 1998 году стал министром по делам церкви в правительстве Виктора Орбана. В 2002 году переизбран в парламент по спискам Фидес. Уже в следующем году вернулся в ряды Христианско-демократической народной партии и был избран её председателем. В 2006 и 2010 году переизбирался в парламент. В 2010 году занял пост вице-премьер-министра в правительстве Виктора Орбана.
В 2011 году вместе с женой представлял Венгрию на похоронах Отто фон Габсбурга.